# Stjepan Antoljak
Stjepan Antoljak, (Doboj, 29. kolovoza 1909. – Zagreb, 14. svibnja 1997.), hrvatski povjesničar.

## Životopis
Diplomirao 1933. i doktorirao 1935. povijest na Filozofskom fakultetu u Zagrebu, gdje je asistent (1934-41) i docent (1941—46). Bio je potom ravnatelj Državnog arhiva u Zadru (1946-52), znanstveni suradnik Državnog arhiva u Rijeci (1953—56), profesor na Filozofskom fakultetu u Skoplju (1956-69), Prištini (1963 -69) i Zadru (1969-79). Dopisni član MANU od 1979. Proučavao je povijest hrvatskog i makedonskog naroda, poglavito srednjovjekovno razdoblje, a važne prinose ostvario je istraživanjem starije hrvatske književnosti i povijesti umjetnosti. Priredio zbirku građe iz Državnog arhiva u Zadru Mješovita građa (Miscellanea, I-IV, 1949-52), građu za srednjovjekovnu povijest Hrvata i balkanskih naroda (Izvori za historiju naroda Jugoslavije. Srednji vijek, 1978), a kao predavač pomoćnih povijesnih znanosti u Skoplju objavio je na makedonskom jeziku priručnik Pomoćne povijesne znanosti (Pomoćni istoriski nauki, 1966). Autor je i niza monografskih djela, medu kojima se izdvajaju Pregled hrvatske poviesti (1942., 1944., prošireno izdanje 1994. u suradnji s drugim autorima), prvi repetitorij u hrvatskoj povijesnoj znanosti u kojem se kronološki predstavlja povijest hrvatskog naroda, zatim Bune pučana i seljaka u Hrvatskoj (1956), sinteza pokreta hrvatskih seljaštva od srednjega vijeka do kraja 19. stoljeća, nakon toga »Pacta« ili »Concordia« od 1102 godine (1980), kritička raščlamba sporazuma između 12 hrvatskih plemena i ugarskoga kralja Kolomana, Hrvatska historiografija do 1918. I—II (1992), pregled razvoja hrvatske historiografije od srednjega vijeka do početka XX. stoljeća pa Renesansa hrvatske historiografije: dosadašnje, sadašnje i buduće zadaće (1996) i dr. 
Najvrjednije studije i rasprave iz hrvatske povijesti sakupljene su u djelu Hrvati u prošlosti. Izabrani radovi (1992). Postumno je izašla monumentalna Hrvatska historiografija, 2004. Sumnjičav prema hrvatskom povijesnom minimalizmu (kakvim ga je držao, zajedno s Miroslavom Brandtom) historiografske škole koju su predstavljali Jaroslav Šidak i Nada Klaić, Antoljak se u mnogim poglavljima, a posebno u posljednjem velikom djelu, veoma kritički osvrnuo na destruktivne vidove znanstvene djelatnosti spomenutoga dvojca, kojima je zamjerao proizvoljnu intepretaciju nacionalne baštine.  

## Djela
- Pomoćne povijesne znanosti (Pomoćni istoriski nauki, 1966).
- Samuilovata drzava (Skopje, institut za nacionalna istorija, 1969)
- Pregled hrvatske poviesti (1942., 1944., prošireno izdanje 1994. u suradnji s drugim autorima)
- Bune pučana i seljaka u Hrvatskoj (1956)
- »Pacta« ili »Concordia« od 1102 godine (1980)
- Средновековна Македонија. Том први (1985)
- Hrvatska historiografija do 1918. I—II (1992)
- Hrvati u prošlosti. Izabrani radovi (1992)
- Renesansa hrvatske historiografije: dosadašnje, sadašnje i buduće zadaće (1996)
- Hrvatska historiografija (2004)

## Vanjska poveznica
- Stjepan Antoljak  Arhivirana inačica izvorne stranice od 5. travnja 2012. (Wayback Machine)